# ZEM (애플리케이션)
ZEM(잼)은 SK텔레콤에서 개발한 안드로이드 스마트폰 전용 자녀 보호 애플리케이션이다. 2019년 10월, 쿠키즈에서 ZEM으로 애플리케이션명이 변경되었다.

## 앱 특징
ZEM은 부모용과 자녀용으로 나뉘어 있다. 부모용은 만 20세 이상의 성인이라면 통신사와 관계 없이 설치 가능하며, 자녀용 ZEM 애플리케이션은 만 20세 미만의 청소년 중 SK텔레콤 가입자에 한해서만 설치가 가능하다. 만 14세가 지나면, 자녀용 ZEM은 더 이상 사용할 수 없어, 만15세가 되는 해에 서비스가 종료된다. 하지만 5월 17일 이전에 가입한 사람은 만 18세까지  사용할 수 있다. 또한 애플의 아이폰에서는 기술적 시스템으로 인해 사용할 수 없다.

## 제공되는 기능
- 스마트폰 사용 시간 제한
- 학교 급식 소식
- 일정, 시간표
- 위치 추적
- 미세먼지 정보[a]
- ZEM톡 (메신저)[b]
- 쿠폰 (자유 모드 쿠폰[c], 칭찬쿠폰[d], 내가 만드는 쿠폰[e])
- NUGU (인공지능)[f]
- B TV ZEM 전용관
- 자유모드[g]
- 프로필 사진 바꾸기 [h]
- 고객센터 문의
- 선물하기[i]
- 어린이 과학동아
- 주, 월간 스마트폰 사용 현황
- 앱 사용 통제

### 삭제된 기능
- 위키백과: 대규모 업데이트 이후 삭제되었다. 이는 업데이트 노트에 포함되지 않았다.
- 스킨, 폰트 변경: 대규모 업데이트 이후 삭제되었다. 다만 위젯의 배치는 사용자화가 가능하다.

## 비판
ZEM 애플리케이션을 비롯한 대부분의 자녀 통제용 소프트웨어는 청소년 및 어린이의 자기결정권과 사생활을 침해한다는 비판을 받고 있다. 또한 대한민국 헌법에 명시된 기본권 원리에 해당되는 자유권을 침해한다는 비판도 있다.

## 같이 보기
- 스마트보안관
- 엑스키퍼
- SK텔레콤
- 모바일펜스
- 구글 패밀리 링크
- 자녀 보호